# District de Kunak
Le district de Kunak (malais : Daerah Kunak) est un district administratif de l'État malaisien de Sabah, qui fait partie de la Division de Tawau. La capitale du district est dans la ville de Kunak.

### Liens connexes
- Districts de Malaisie